# Giglio infranto (film 1919)
Giglio infranto (Broken Blossoms o The Yellow Man and the Girl) è un film del 1919, diretto da David Wark Griffith e interpretato da Lillian Gish e da Richard Barthelmess. 
Nel 1936 in Gran Bretagna ne venne fatto un remake, sempre con il titolo di Giglio infranto, diretto da Hans Brahm (John Brahm).
Nel 1996, il film è stato scelto per essere conservato nel National Film Registry della Biblioteca del Congresso degli Stati Uniti.

## Trama
La storia, ambientata in uno slum di Londra, racconta di due anime gentili ma reiette, che stringono una delicata amicizia: la ragazzina Lucy Burrows, figlia di un pugile alcolizzato, e il cinese Cheng Huan, venuto in Occidente per diffondere la dottrina buddista, ma scontratosi con la durezza della vita locale.
Quando la ragazzina fugge dal padre l'uomo si offre di ospitarla a casa sua, ma il padre riesce a ritrovarla, riportandola brutalmente a casa dove la percuote fino alla morte. Sconvolto, Cheng lo uccide, per poi tornare alla sua piccola stanza, dove si toglie la vita; non prima di aver recitato, in lacrime, una nenia funebre buddista per la sua affezionata piccola amica.

## Produzione
Giglio infranto è l'adattamento di The Chink and the Child, racconto scritto da Thomas Burke, un giornalista inglese che negli anni della prima guerra mondiale godette di una breve popolarità. Pubblicato su alcune riviste artistiche, il racconto fu poi incluso in Limehouse Lights, una raccolta dei racconti di Burke che, uscita nel 1917, ebbe grande successo popolare. Nella sua veste di cronista dei bassifondi londinesi, Burke raccontava storie melodrammatiche alla Dickens, con una netta separazione tra buoni e cattivi, secondo lo schema più classico della narrativa d'appendice. La sua suburra era frutto di una immaginazione potente, un inferno spaventoso popolato da malavitosi, da prostitute, da oppiomani, da piccole vittime di soprusi coinvolte in complicati omicidi.
A differenza dei precedenti Nascita di una nazione e  Intolerance, Griffith lavorò su un sistema narrativo semplice e lineare, affrontando il tema della violenza sui deboli dal quale, proprio in virtù dei contrasti elementari, scaturiva un forte senso drammatico, che riusciva a scavalcare poeticamente il melodramma. Il film non risparmia nessun estremo, dalla povertà del quartiere londinese alla purezza dell'affetto del cinese verso la bambina, dalla depravazione del padre fallito, al sacrificio finale.
Il film fu girato in soli 18 giorni ai Fine Arts Studios a Hollywood, con un budget (92 mila dollari dell'epoca) modesto come quelli destinati a un film di serie B. Quando Griffith chiese di distribuirlo come una produzione speciale, Adolph Zukor obiettò che un film in cui alla fine muoiono tutti non poteva esser presentato. Sollecitato dai suoi collaboratori, Griffith ricomprò il film e lo distribuì personalmente in alcune sale come un'attrazione di gran classe. Ottenuto il successo che sperava, fece uscire il film nel normale circuito sotto la neonata United Artists che nei primi sei mesi di distribuzione ebbe un incasso di un milione di dollari.
In questa opera Griffith sperimentò un espediente tecnico, quello della doppia soggettiva: un campo-controcampo a 180°, che mostra i duri sguardi del padre e della figlia che si fissano aggressivamente guardando nell'obiettivo (e quindi lo spettatore), con una violenza espressiva mai vista prima.
Lillian Gish diede una prova di recitazione straordinaria, riuscendo credibile, a ventisei anni, nel ruolo di una tredicenne: particolarmente significativa la scena dove è rinchiusa in uno sgabuzzino, dimenandosi all'impazzata "come un topo in gabbia". In un'intervista raccontò di aver pensato quell'interpretazione all'oscuro del regista, evitando così di affaticarsi durante le prove, per poi metterla in atto, con la sorpresa di Griffith, solo durante le riprese.

## Edizione censurata
Per la versione da distribuire in Italia la censura italiana ordinò di apporre le seguenti modifiche:
- Sopprimere nella parte 3ª tutte le scene che si svolgono dopo la didascalia: "Lucy commette un terribile delitto" fino a quella distinta dal titolo: "Una forza quasi divina" in modo da eliminare completamente la visione del padre che con lo scudiscio in mano vuol percuotere la figlia implorante perdono.
- Nella parte 5ª sopprimere completamente le scene di maltrattamento della figlia da parte dello snaturato padre, dal momento in cui questi la trascina dalla casa del cinese alla propria.
- Nella parte 6ª eliminare completamente tutte le scene brutali e raccapriccianti che vanno sotto i titoli: "Non farlo per te papà, papà. Ti porteranno in prigione e la paura spezzò quel piccolo cuore appena fiorito" dal punto in cui si vede il padre che afferra una scure per abbattere la porta dello stambugio dove si è rifugiata la figlia, fino al punto in cui si vede quest'ultima distesa sul letto moribonda, lasciando soltanto la visione della fanciulla inanimata sul letto.[4]

## Edizione integrale
L'edizione integrale di Giglio infranto fu proiettata, virata a colori e commentata da musica originale d'epoca eseguita dal vivo, a Venezia nel settembre 1979, nell'ambito della sezione Retrospettiva della 36ª Mostra internazionale del cinema. La stessa versione venne riproposta alle Giornate del cinema muto di Pordenone nell'ottobre 2005.